# 錦町 (三重県)
錦町（にしきまち）は三重県北牟婁郡にあった町。現在の度会郡大紀町錦にあたる。本項では町制前の名称である錦村（にしきむら）についても述べる。

## 地理
- 海洋：太平洋

## 歴史
- 1889年（明治22年）4月1日 - 町村制施行により、近世以来の錦浦が単独で自治体を形成して錦村が発足。
- 1940年（昭和15年）11月10日 - 錦村が町制施行して錦町となる。
- 1944年（昭和19年）12月7日 - 昭和東南海地震が発生して津波の被害を受け[2]、死者56人、行方不明者8人、総額8,040,400円の損害を被る[3]。
- 1957年（昭和32年）2月1日 - 度会郡柏崎村と合併して度会郡紀勢町が発足。同日錦町廃止。